# Хафізов Ільдар Шавкатович
Ільда́р Шавка́тович Хафі́зов (англ. Ildar Hafizov; нар. 30 січня 1988, Ташкент, Узбецька РСР, СРСР) — узбецький та американський борець греко-римського стилю, срібний та бронзовий призер чемпіонатів Азії, срібний призер Панамериканського чемпіонату, чемпіон та бронзовий призер Панамериканських ігор, учасник двох Олімпійських ігор.

## Життєпис
Хафізов почав займатися спортом у віці 6 років, коли друг батька Хафізова помітив його, коли він грав біля сімейного будинку в Ташкенті, і взяв його на молодіжне тренування з боротьби.
Його батько, Шавкат Хафізов, виступав за збірну СРСР з боротьби серед юніорів.
Молодший Хафізов згодом став одним із найкращих борців Узбекистану в напівлегкій вазі. У 2007 він став бронзовим призером чемпіонату Азії. Після відбору на Ігри в Пекіні 2008 року, де він посів одинадцяте місце, Хафізов здобув срібну медаль на Чемпіонаті Азії з боротьби 2011 року.
Через травму лівого переднього суглоба йому довелося перенести операцію, що позбавило його участі в Іграх 2012 року в Лондоні.
Після цього Хафізов працював тренером молодіжної боротьби Узбекистану. Однак, маючи дружину та маленьку дочку та невелику заробітну плату, Хафізов хотів кращого життя для своєї родини. Тому Ільдар і його дружина Діна кілька разів вносили свої імена в імміграційну лотерею, щоб знайти кращі можливості в США, і нарешті отримали імміграцію в 2014 році. А це означало, що йому довелося призупинити свою кар'єру борця.
У 2015 році Хафізов знову почав змагатися, коли дізнався про програму для спортсменів світового класу Армії США (WCAP), шанс продовжувати займатися боротьбою на найвищих рівнях повний робочий день, одночасно заробляючи стабільний дохід для своєї сім'ї.
У свій другий рік у програмі WCAP Хафізов швидко піднявся по кар'єрних сходах, ставши найкращим спортсменом у ваговій категорії 59 кг у 2016 році.
Хафізову не вдалося потрапити на Олімпійські ігри в 2016 році, коли він програв Джессі Тільке, який пройшов відбір, у фіналі олімпійських змагань. Хафізов здобув бронзову медаль на Панамериканських іграх 2019 року, а також виграв срібну медаль на національному чемпіонаті США під час кваліфікації до збірної США на чемпіонати світу у 2017 та 2019 роках. У 2019 році він здобув для США перші медалі на великих міжнародних турнірах, ставши бронзовим призером на Панамериканських іграх 2019 року та на Всесвітніх іграх військовослужбовців
На олімпійському регіональному кваліфікаційному турнірі в Оттаві, Канада, у березні 2020 року Хафізов зробив перший крок у своєму поверненні на олімпійську сцену, здобувши перемогу над дворазовим чемпіоном Панамериканських ігор та олімпійцем 2016 року Андресом Монтаньйо. На Олімпіаді в Токіо він посів дванадцяте місце.
У 2021 став срібним призером Панамериканського чемпіонату з боротьби, а у 2023 — чемпіоном Панамериканських ігор.

## Спортивні результати на міжнародних змаганнях

### Виступи на Олімпіадах
| Змагання                    | Збірна     | Вагова категорія                 | Місце |
| --------------------------- | ---------- | -------------------------------- | ----- |
| Літні Олімпійські ігри 2008 | Узбекистан | греко-римська боротьба, до 55 кг | 11    |
| Літні Олімпійські ігри 2020 | США        | греко-римська боротьба, до 60 кг | 12    |

### Виступи на Чемпіонатах світу
| Змагання                        | Збірна     | Вагова категорія                 | Місце |
| ------------------------------- | ---------- | -------------------------------- | ----- |
| Чемпіонат світу з боротьби 2007 | Узбекистан | греко-римська боротьба, до 55 кг | 5     |
| Чемпіонат світу з боротьби 2009 | Узбекистан | греко-римська боротьба, до 55 кг | 30    |
| Чемпіонат світу з боротьби 2011 | Узбекистан | греко-римська боротьба, до 55 кг | 30    |
| Чемпіонат світу з боротьби 2017 | США        | греко-римська боротьба, до 59 кг | 19    |
| Чемпіонат світу з боротьби 2019 | США        | греко-римська боротьба, до 60 кг | 16    |
| Чемпіонат світу з боротьби 2022 | США        | греко-римська боротьба, до 60 кг | 10    |
| Чемпіонат світу з боротьби 2023 | США        | греко-римська боротьба, до 60 кг | 32    |
| Чемпіонат світу з боротьби 2024 | США        | греко-римська боротьба, до 63 кг | 17    |

### Виступи на Чемпіонатах Азії
| Змагання                       | Збірна     | Вагова категорія                 | Місце  |
| ------------------------------ | ---------- | -------------------------------- | ------ |
| Чемпіонат Азії з боротьби 2007 | Узбекистан | греко-римська боротьба, до 55 кг | Бронза |
| Чемпіонат Азії з боротьби 2011 | Узбекистан | греко-римська боротьба, до 55 кг | Срібло |

### Виступи на Панамериканських чемпіонатах
| Змагання                                   | Збірна | Вагова категорія                 | Місце  |
| ------------------------------------------ | ------ | -------------------------------- | ------ |
| Панамериканський чемпіонат з боротьби 2021 | США    | греко-римська боротьба, до 60 кг | Срібло |

### Виступи на Азійських іграх
| Змагання           | Збірна     | Вагова категорія                 | Місце |
| ------------------ | ---------- | -------------------------------- | ----- |
| Азійські ігри 2010 | Узбекистан | греко-римська боротьба, до 55 кг | 15    |

### Виступи на Панамериканських іграх
| Змагання                  | Збірна | Вагова категорія                 | Місце  |
| ------------------------- | ------ | -------------------------------- | ------ |
| Панамериканські ігри 2019 | США    | греко-римська боротьба, до 60 кг | Бронза |
| Панамериканські ігри 2023 | США    | греко-римська боротьба, до 60 кг | Золото |

### Виступи на Чемпіонатах світу серед військовослужбовців
| Змагання                                                  | Збірна | Вагова категорія                 | Місце |
| --------------------------------------------------------- | ------ | -------------------------------- | ----- |
| Чемпіонат світу з боротьби серед військовослужбовців 2017 | США    | греко-римська боротьба, до 59 кг | 5     |

### Виступи на Всесвітніх іграх військовослужбовців
| Змагання                                | Збірна | Вагова категорія                 | Місце  |
| --------------------------------------- | ------ | -------------------------------- | ------ |
| Всесвітні ігри військовослужбовців 2019 | США    | греко-римська боротьба, до 60 кг | Бронза |

### Виступи на інших змаганнях
| Змагання                                                        | Збірна     | Вагова категорія                 | Місце  |
| --------------------------------------------------------------- | ---------- | -------------------------------- | ------ |
| Золотий Гран-прі з боротьби 2008                                | Узбекистан | греко-римська боротьба, до 55 кг | 7      |
| Гран-прі Німеччини з боротьби 2009                              | Узбекистан | греко-римська боротьба, до 55 кг | Срібло |
| Золотий Гран-прі з боротьби 2009                                | Узбекистан | греко-римська боротьба, до 55 кг | Бронза |
| Міжнародний меморіал Дейва Шульца 2010                          | Узбекистан | греко-римська боротьба, до 55 кг | Золото |
| Золотий Гран-прі з боротьби 2010 (Баку)                         | Узбекистан | греко-римська боротьба, до 55 кг | 5      |
| Кубок Президента Казахстану з боротьби 2011                     | Узбекистан | греко-римська боротьба, до 55 кг | 9      |
| Олімпійський кваліфікаційний турнір з боротьби 2012 (Астана)    | Узбекистан | греко-римська боротьба, до 55 кг | 5      |
| Кубок Азовмаша 2012                                             | Узбекистан | греко-римська боротьба, до 55 кг | Золото |
| Кубок Президента Казахстану з боротьби 2012                     | Узбекистан | греко-римська боротьба, до 55 кг | 7      |
| Турнір Вехбі Емре 2013                                          | Узбекистан | греко-римська боротьба, до 55 кг | 9      |
| Міжнародний меморіал Білла Фаррелла 2015                        | Узбекистан | греко-римська боротьба, до 59 кг | Бронза |
| Кубок Вантаа з боротьби 2015                                    | Узбекистан | греко-римська боротьба, до 59 кг | Золото |
| Кубок Арво Хаавісто 2015                                        | Узбекистан | греко-римська боротьба, до 59 кг | 7      |
| Гран-прі Угорщини з боротьби 2016                               | США        | греко-римська боротьба, до 59 кг | 5      |
| Олімпійський кваліфікаційний турнір з боротьби 2016 (Фріско)    | США        | греко-римська боротьба, до 59 кг | 7      |
| Олімпійські випробування США 2016                               | США        | греко-римська боротьба, до 59 кг | Срібло |
| Тор Мастерс 2017                                                | США        | греко-римська боротьба, до 59 кг | Золото |
| Гран-прі Загреба з боротьби 2017                                | США        | греко-римська боротьба, до 59 кг | 12     |
| Турнір Дана Колова — Николи Петрова 2018                        | США        | греко-римська боротьба, до 60 кг | 15     |
| Міжнародний меморіал Дейва Шульца 2019                          | США        | греко-римська боротьба, до 60 кг | Золото |
| Гран-прі Загреба з боротьби 2019                                | США        | греко-римська боротьба, до 60 кг | 8      |
| Меморіал Маттео Пелліконе 2020                                  | США        | греко-римська боротьба, до 60 кг | 8      |
| Олімпійський кваліфікаційний турнір з боротьби 2020 (Оттава)    | США        | греко-римська боротьба, до 60 кг | Срібло |
| Меморіал Маттео Пелліконе 2021                                  | США        | греко-римська боротьба, до 60 кг | 5      |
| Меморіал Маттео Пелліконе 2022                                  | США        | греко-римська боротьба, до 60 кг | 6      |
| Меморіал Імре Поляка та Яноша Варги 2023                        | США        | греко-римська боротьба, до 60 кг | 18     |
| Гран-прі Німеччини з боротьби 2023                              | США        | греко-римська боротьба, до 60 кг | Срібло |
| Відкритий чемпіонат Загреба з боротьби 2024                     | США        | греко-римська боротьба, до 60 кг | 5      |
| Олімпійський кваліфікаційний турнір з боротьби 2024 (Акапулько) | США        | греко-римська боротьба, до 60 кг | 6      |

### Виступи на змаганнях молодших вікових груп
| Змагання                                     | Збірна     | Вагова категорія                 | Місце  |
| -------------------------------------------- | ---------- | -------------------------------- | ------ |
| Чемпіонат Азії з боротьби серед кадетів 2005 | Узбекистан | греко-римська боротьба, до 50 кг | Бронза |
| Чемпіонат Азії з боротьби серед юніорів 2006 | Узбекистан | греко-римська боротьба, до 50 кг | Золото |
| Чемпіонат Азії з боротьби серед юніорів 2007 | Узбекистан | греко-римська боротьба, до 55 кг | Бронза |